# Гондурас

Рельеф Гондураса

Гондура́с (исп. Honduras [onˈduɾas]), официальное название — Респу́блика Гондура́с (исп. República de Honduras [reˈpuβlika ðe onˈduɾas]) — государство в Центральной Америке. Столица — город Тегусигальпа (до 1880 года — Комаягуа). Страна была также известна в прошлом как Испанский Гондурас для отличия от Британского Гондураса, который впоследствии стал государством Белиз. Граничит с Никарагуа на юго-востоке, Сальвадором на юго-западе и Гватемалой на западе. Омывается Карибским морем на севере и Тихим океаном (залив Фонсека) на юге. Является вторым по площади и населению в Центральной Америке, уступая в этом отношении Никарагуа и Гватемале, соответственно.

## Этимология
В прямом переводе с испанского honduras («онду́рас») означает «глубины». Согласно одной из легенд, название страны происходит от высказывания Христофора Колумба во время его последнего, четвёртого плавания в Новый Свет в 1502 году. Его корабль попал в сильную бурю, и, когда ему удалось спастись, он произнёс: «Gracias a Dios que hemos salido de esas honduras!» («Благодарение Богу за то, что мы вышли из этих глубин!»). Эта фраза дала название мысу Кабо-Грасьяс-а-Дьос («Благодарение Богу»), впоследствии — департаменту Грасьяс-а-Дьос и стране Гондурас (Honduras). До конца XVI века Гондурасом называлась лишь восточная часть открытой земли в окрестностях мыса Кабо-Грасьяс-а-Дьос, впоследствии название перешло всей территории.

## История
Издревле территорию современного Гондураса населяли индейские племена ленка, мискито-матагальпа, отоми-манге, майя, хикаке (языковой семьи чибча), жившие первобытно-общинным строем. Основными их занятиями были подсечно-огневое земледелие, охота и рыболовство.
Во II веке н. э. индейцы группы племён майя вытеснили местные индейские племена на менее плодородные горные склоны. В отличие от коренных индейских племён, майя имели письменность, знали ремёсла, возделывали кукурузу, создавали сооружения из камня, строили дороги, имели сильную и мобильную армию. На территории Гондураса находился один из крупных центров культуры майя — город Копан. Однако в IX веке майя по невыясненным причинам ушли из этого региона на полуостров Юкатан (на юге современной Мексики). Руины Копана были обнаружены археологами в лесных зарослях Гондураса лишь в 1839 году.

### Доколониальный период
Территория современного Гондураса входила в культурный регион, который историки называют Месоамерика.
На территории страны существовало несколько древних цивилизаций, наиболее известная из них — империя Майя. Крупным археологическим памятником, содержащим артефакты культуры майя на территории страны является Копан неподалёку от границы с Гватемалой.

### Колониальный период
В 1502 году северный берег Гондураса был открыт Христофором Колумбом, а через 22 года началось полномасштабное покорение страны. Отряд конкистадоров, посланный на поиски золота и серебра завоевателем Мексики Кортесом, установил в Гондурасе в 1524 году власть испанского короля. Тогда же у найденных ими месторождений серебра конкистадоры основали несколько поселений, в том числе и Тегусигальпу, которая через три столетия стала столицей современного Гондураса.
В 1536 году индейцы во главе с вождём Лемпирой развернули провальную для индейцев войну против испанских колонизаторов. Лемпира погиб в результате заговора, его отряд вскоре был разгромлен и рассеялся.
С середины XVI века Гондурас входил в состав генерал-капитанства Гватемала. В Гондурасе стали складываться феодальные отношения, ведущую роль в которых занимали крупные испанские землевладения. К началу XVIII века основой экономики являлась добыча серебра, причём главные рудники находились в районе будущей столицы государства — Тегусигальпы. Индейское население вымирало от труда на плантациях, в золотых и серебряных рудниках. Индейские восстания жестоко подавлялись. В XVII—XVIII веках испанские колонизаторы увеличили завоз негров-рабов из Африки. В это же время в Гондурас переселялись испано-индейские метисы из соседней Гватемалы.
В XVI—XVII веках в Карибском море активно действовали английские, французские, голландские пираты. Они неоднократно совершали набеги на северное побережье Гондураса. Есть предположения, что знаменитый капитан Кидд хранил награбленные сокровища на островах возле Гондураса. В это же время на северном побережье Гондураса появляются и новые белые поселенцы — англичане из беглых каторжников.

### XIX век
В начале XIX века Гондурас был ареной борьбы в общеамериканском освободительном движении испанских колоний, а 15 сентября 1821 года провозгласил свою независимость от Испании. В этот период в Гондурасе начали складываться политические партии — консерваторов или крупных землевладельцев, а также и либералов — партии зарождавшейся буржуазии, между которыми развернулась конкурентная борьба, в результате которой победили консерваторы, которым удалось в 1821 году добиться присоединения Гондураса к Мексиканской империи.

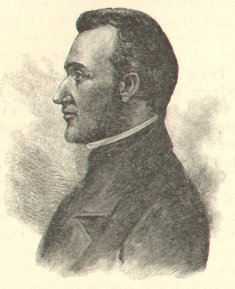
Франсиско Морасан Кесада: президент Соединённых провинций Центральной Америки

В 1823 году Гондурас вошёл в состав Соединённых провинций Центральной Америки. Однако и в федерации продолжалась борьба между либералами, выступавшими за федералистскую форму правления, уничтожение сословных привилегий, и осуществление земельной реформы, и консерваторами, отстаивавшими сохранение привилегий крупных землевладельцев, духовенства, создание централизованного государства.
В гражданской войне, которая началась вскоре после образования федерации, важную роль сыграл уроженец Гондураса либерал Франсиско Морасан, который стал генералом. В 1829 году армия под его командованием оккупировала город Гватемалу. Федеральная конституция была восстановлена, и в 1830 году Морасан был избран президентом центральноамериканской федерации.

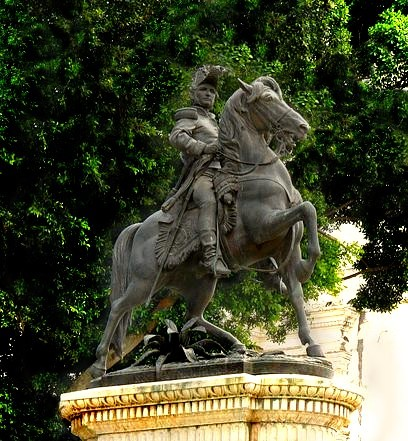
Памятник Франсиско Морасану на Центральной площади Тегусигальпы

Непрекращавшиеся междоусобицы привели к распаду федерации и в 1838 году была провозглашена декларация о независимости Гондураса (как и других республик Центральной Америки), а в январе 1839 года — принята первая конституция Гондураса.
Генерал Морасан, считавший себя по-прежнему главой Федерации Центральной Америки, закрепился сначала в Сальвадоре, потом — в Коста-Рике, пытаясь военной силой восстановить власть над всей Центральной Америкой. В 1842 году он был взят в плен гондурасцами и расстрелян.
В последующие десятилетия история Гондураса — это постоянные военные конфликты с соседними странами Центральной Америки, внутренние гражданские войны (так, с 1845 по 1876 в Гондурасе было 12 гражданских войн), постоянные военные перевороты и контрперевороты — из-за ожесточённой борьбы между консерваторами и либералами.
В конце XIX века в Гондурас стали вкладываться иностранные инвестиции: британские, в основном в финансовый сектор, и США — американские компании стали создавать крупные банановые плантации, а также строить в Гондурасе железные и шоссейные дороги, расширять морские порты.

### XX век
В Первой мировой войне Гондурас выступил на стороне Антанты и объявил войну Германии в 1918 году, поддерживая союзников поставками и отдельными добровольцами. Во Второй мировой войне выступил на стороне антигитлеровской коалиции и объявил войну Германии, Италии и Японии, основной вклад в войну заключался в патрулировании ВВС ближайших морей.
В мае 1954 года произошла всеобщая забастовка рабочих банановых плантаций, в результате которой «Юнайтед фрут компани» пришлось пойти на удовлетворение требований рабочих. На президентских выборах 1954 года победил либерал Р. Вильеда Моралес, однако результаты выборов были признаны недействительными, и временным президентом стал вице-президент Х. Лосано Диас. В стране не прекращались волнения. В октябре 1956 года армейские круги осуществили государственный переворот, и в течение года у власти находилась военная хунта.
На выборах в декабре 1957 года вновь победил Вильеда Моралес. Правительству Вильеды с огромными трудностями удалось национализировать одну железную дорогу, ввести Кодекс законов о труде, подготовить закон об аграрной реформе. Однако уже в 1960 году был принят декрет, запрещающий демократические издания, в 1961 году разорваны дипломатические отношения с революционным правительством Кубы. В октябре 1963 года правительство Вильеды было свергнуто в результате военного переворота, возглавленного командующим вооружёнными силами Гондураса полковником Освальдо Лопесом Арельяно.
В феврале 1965 года военная хунта провела выборы в Национальную конституционную ассамблею. Победу одержали консерваторы. В марте 1965 ассамблея провозгласила Лопеса Арельяно президентом. Лопес Арельяно проводил репрессии в отношении демократических организаций, запретил деятельность политических партий (за исключением правящей и Либеральной), ввёл цензуру на прессу.

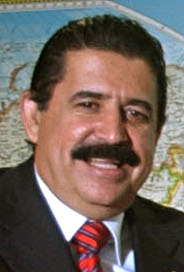
Мануэль Селайя Росалес — бывший президент Гондураса, отстранён от власти по решению суда 28 июня 2009 года

В июле 1969 года между Гондурасом и Сальвадором вспыхнул вооружённый конфликт, известный как футбольная война. Последствия конфликта вынудили Арельяно несколько либерализовать режим. В январе 1971 года Либеральная и Националистическая (Консервативная) партии заключили соглашение, по которому в стране сохранялась двухпартийная система. В июне 1971 года на пост президента вступил консерватор Рамон Э. Крус.
В ноябре 1981 года Гондурас вернулся к гражданскому правлению, но сильное влияние военных на политику страны сохраняется. В государстве действует конституция с 20 января 1982 года.
В 1993 году президентом стал Карлос Роберто Рейна, в 1998 году Карлос Роберто Флорес, в 2001 году Рикардо Мадуро, в 2005 году Мануэль Селайя Росалес, кандидат от Либеральной партии.
Имеет дипломатические отношения с Российской Федерацией (установлены с СССР 13 сентября 1990 года).

### Политический кризис 2009 года
28 июня 2009 года президент Мануэль Селайя планировал провести всенародный референдум о возможности переизбрания президента на второй срок. Организация референдума выходит за пределы должностных полномочий президента, а уникальная в своём роде конституция этой страны запрещает даже высказывать намерение о переизбрании президента.
По мнению сторонников Селайи, дело заключалось не во втором сроке, а в вопросе, вынесенном на референдум: согласны ли граждане, что 29 ноября во время всеобщих выборов на избирательных участках поставят ещё одну урну, чтобы избиратели выразили своё решение по поводу созыва Конституционной ассамблеи для выработки новой Конституции страны. В поддержку референдума было собрано 500 тыс. подписей.
Центризбирком конфисковал бюллетени и другие материалы, подготовленные для референдума. Тогда Селайя лично возглавил толпу своих сторонников, взявшую штурмом авиабазу, где находились конфискованные материалы, чтобы захватить их и обеспечить проведение референдума любой ценой. За неделю до этого Мануэль Селайя уволил министра обороны, начальника штаба вооружённых сил страны, командующих ВВС, сухопутными войсками и морской пехоты, отказавшихся обеспечить проведение референдума.
Верховный суд страны признал увольнения военного руководства и проведение референдума незаконным. Деяния, совершённые президентом, были оценены Верховным Судом Гондураса как «преступление против порядка государственного управления», «превышение служебных полномочий» и «измена родине», и 26 июня 2009 года Верховный Суд выдал военнослужащим ордер на его арест. После этого к столице страны стали стягиваться войска.
Утром 28 июня 2009 года начало государственного переворота, инициированное президентом Селайя, было остановлено. Подразделения вооружённых сил Гондураса окружили президентскую резиденцию. По версии бывшего президента, его арестовали и отвезли на близлежащую авиабазу. Оттуда бывший президент был выдворен на территорию соседнего государства Коста-Рика.
 В этот же день Конгресс Гондураса назначил временным президентом страны председателя Национального Конгресса (парламента Гондураса) Роберто Мичелетти. Срок временного президентства Мичелетти ограничивался предстоящими всеобщими выборами нового президента, который вступил в должность 27 января 2010 года.
ООН безоговорочно поддержала Селайа, требуя его восстановления в должности президента. Организация Американских Государств предъявила властям Гондураса ультиматум, что если Селайю не восстановят в должности, то Гондурас исключат из их списков. Тем не менее 4 июля 2009 года власти страны сами заявили о выходе из ОАГ.
На президентских выборах 29 ноября 2009 года победил Порфирио Лобо, от Национальной партии, получив более 56,5 % голосов. Несмотря на последовавшую вслед за этим политическую амнистию всем участникам событий, связанных с попыткой противоправного изменения конституции Гондураса, систематические усилия новоизбранного президента, направленные на реабилитацию Селайя, не увенчались успехом, так как последнему были предъявлены обвинения в коррупции.
Что же касается Роберто Мичелетти, то Конгресс Гондураса объявил его национальным героем и назначил своим пожизненным членом.
Суд страны 2 мая 2011 года снял все обвинения в адрес Селайи. В частности, решением суда с него сняты обвинения в мошенничестве и фальсификации документов, так как суд посчитал, что они неправомерным образом пересекаются с гражданским правом. 29 мая Мануэль Селайя вернулся на родину. В июле 2011 года Комиссия правды и примирения в ходе проведённого расследования обстоятельств отстранения от власти бывшего президента признала, что в отношении него был совершён военный переворот.

## Физико-географическая характеристика

### География

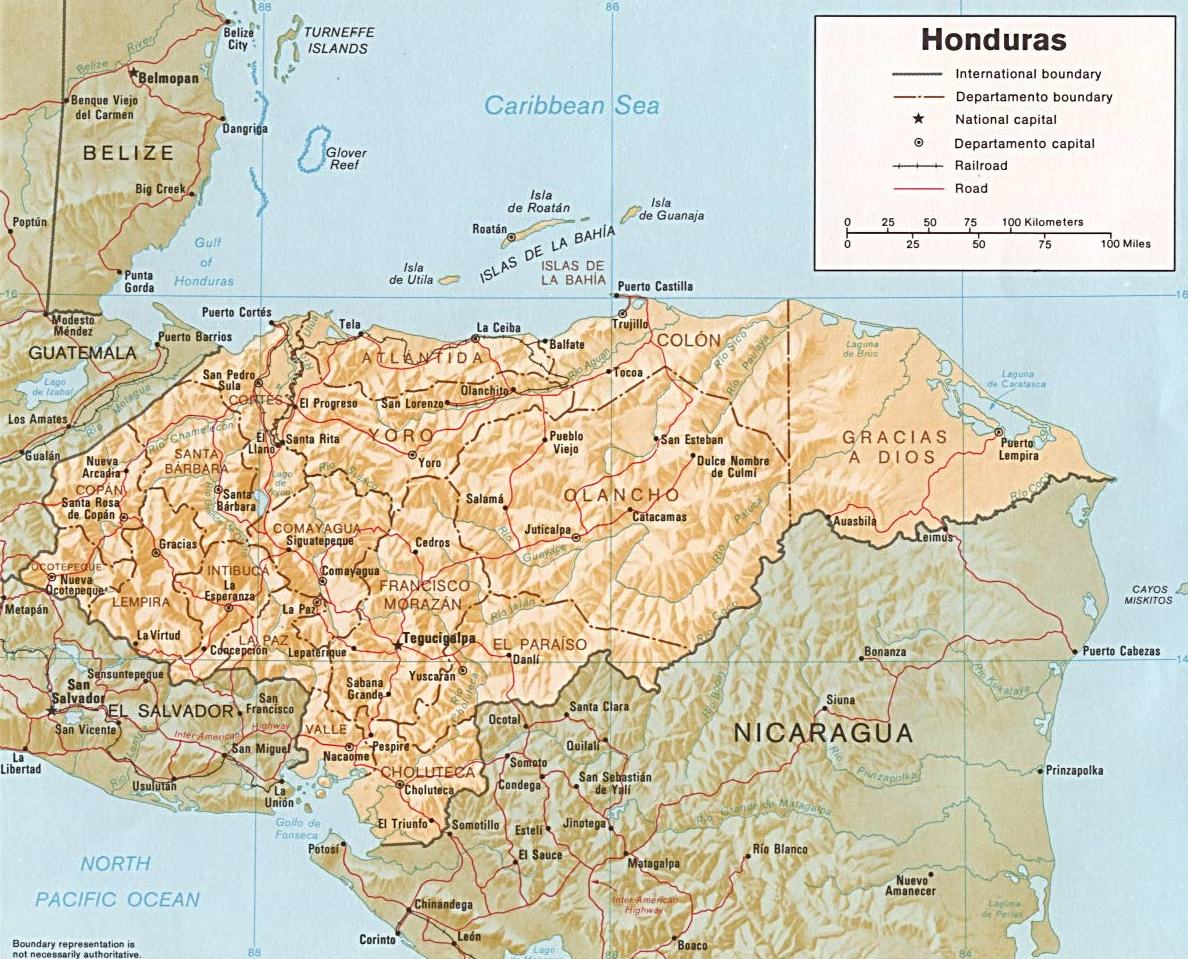
Карта Гондураса

Гондурас расположен в Центральной Америке и занимает северную часть центральноамериканского перешейка. На юге Гондурас граничит с Никарагуа, на западе с Гватемалой, на юго-западе — с Сальвадором; на севере и востоке омывается Карибским морем и его Гондурасским заливом, на юго-западе выходит к заливу Фонсека в Тихом океане. В состав страны входят также многочисленные острова в Карибском море и заливе Фонсека, в том числе отдалённые острова Сисне на северо-востоке.
Большую часть территории составляет нагорье (высотой до 2870 м), сложенное преимущественно архейскими кристаллическими и метаморфическими породами, а на юге — кайнозойскими лавами.
Гондурас расположен на обширном плоскогорье, которое пересекается с востока на запад горными цепями: Монтесильос, Комаягуа и Опалака с наивысшей точкой страны горой Серро-Лас-Минас (2870 м).
80 % территории Гондураса покрыто горами, а низменности встречаются в основном только вдоль побережья. Глубокая тектоническая долина разделяет горные массивы с севера на юг, от истока реки Улуа до залива Фонсека. Её длина от карибского побережья до залива составляет 280 км, а самая высокая точка её дна, что означает внутридолинный водораздел бассейнов двух океанов, достигает 940 м над уровнем моря. Другие две крупнейшие реки Гондураса — Патука и Агуан.
Крупнейшим озером страны является Йохоа.
Вдоль побережья Карибского моря расположены равнины Сан Педро Сула и Москитовый берег (в основном заболоченный). На северном побережье находятся банановые плантации. На Тихоокеанском побережье также расположена равнинная зона. На северо-востоке в низине находятся джунгли Ла Москития, которые были признаны всемирным наследием ЮНЕСКО, а также национальный парк Рио-Платано; всего в стране насчитывается 17 национальных парков.

### Рельеф
Самая высокая точка: Серро-Лас-Минас — 2870 м.
Самая низкая точка: Атлантический/Тихий океан — 0 м.
Природные богатства: лес, золото, серебро, медь, свинец, цинк, железная руда, сурьма, уголь, рыба и гидроэнергия;
Использование земли в государстве:
- пахотная земля — 15 %;
- земли под постоянный урожай — 3 %;
- земли под постоянные пастбища — 14 %;
- заповедники и леса — 54 %;
- земли под остальные цели — 14 %.

### Климат
Климат страны характеризуется как тропический пассатный с резкими различиями в количестве осадков на наветренных (северных и восточных) и подветренных склонах гор. Сезонные изменения температуры незначительны. Среднемесячные температуры на низменностях от +22 °C до +26 °C, на нагорьях от +10 °C до +22 °C.
Карибское побережье и другие районы республики до высоты 800 метров принадлежат к жаркой зоне, так называемой «тьерра кальенте», а основная часть страны лежит в умеренно-жаркой зоне («тьерра темплада»). Во внутренних районах территории страны и на юге осадков выпадает значительно меньше, и сезон дождей приходится на май-октябрь. На Тихоокеанском побережье самые влажные месяцы с сентября по январь. В среднем по стране осадков выпадает до 3000 мм в год.
Часты разрушительные тропические ураганы. В результате урагана «Митч» 1998 года было уничтожено почти 80 % посевов, погибло приблизительно восемь тысяч человек, и почти 20 % населения осталось без крова.

### Растительность и животный мир
Жарко-влажные низменности побережья Карибского моря и прилегающие склоны гор раньше были покрыты густыми влажными тропическими лесами, которые в настоящее время частично уничтожены. Выше, в горах, где температура ниже, находятся дубовые и сосновые леса, в западной (реже в центральной) части Гондураса в горных лесах встречается пихта гватемальская. В засушливых внутренних областях, включая район Тегусигальпы и области на юг и восток, местность покрыта травянистой саванной и редкими низкорослыми лесами. Есть ценные породы деревьев, особенно много их на обширной, почти непроходимой равнине джунглей Ла Москития (национальный парк Рио-Платано) и на склонах окружающих гор.
По всей территории страны водится большое количество диких животных, некоторые из них уцелели благодаря слабой заселённости. В этой стране встречаются как обычные для Центральной Америки, так и редкие виды животных: медведи, разные виды оленей, обезьян, дикие свиньи и пекари, тапиры, барсуки, койоты, волки, лисицы, ягуары, пумы, рыси, оцелоты, редкие чёрные пантеры и много других, более мелких видов кошачьих. Также обитают пресмыкающиеся — аллигаторы, крокодилы, игуаны и змеи, в том числе ядовитые (к последним относятся смертельно опасные кайсака и каськавела), а также муравьеды, коаты, ленивцы, броненосцы и кинкажу. Богатая орнитофауна включает дикую индейку, фазана, попугаев, в том числе ара, цаплю, тукана и большое количество других видов.

## Государственное устройство
В соответствии с конституцией 1982 года Гондурас — это унитарная президентская республика. Декларируется принцип разделения властей.
Исполнительная власть принадлежит главе государства — президенту, избираемому населением на единственный 4-летний срок. Президент также возглавляет правительство. В правительство входят государственные министры. Имеются также три вице-президента.
Законодательный орган — Национальный Конгресс, состоящий из 128 депутатов, избираемых населением на 4-летний срок.
Судебная власть представлена Верховным судом, состоящим из 9 членов и 7 заместителей, а также местными судами. Председателя и членов Верховного суда избирает Национальный Конгресс.
Согласно Economist Intelligence Unit страна в 2018 была классифицирована по индексу демократии как гибридный режим.

### Политические партии
По итогам выборов парламента в ноябре 2021 года:
- Партия свободы и перестройки — 51 депутат (левая, социалистическая);
- Национальная партия Гондураса — 44 депутата (правая, консервативная);
- Либеральная партия Гондураса — 22 депутата (центристская, либеральная);
- Партия спасителей Гондураса — 10 депутатов (правая, популистская);
- Христианско-демократическая партия — 1 депутат (правоцентристская, христианско-демократическая);
- Антикоррупционная партия — 1 депутат (центристская, популистская).

## Национальные символы
- Гимн Гондураса

Флаг Гондураса
Герб Гондураса
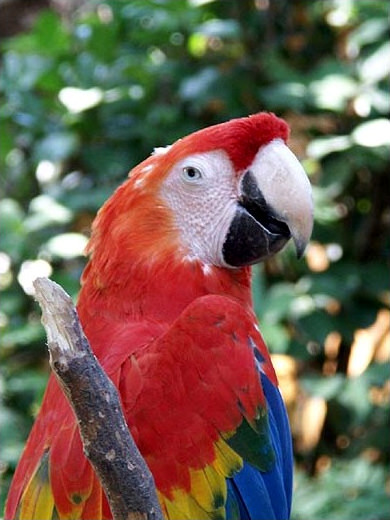
Красный ара
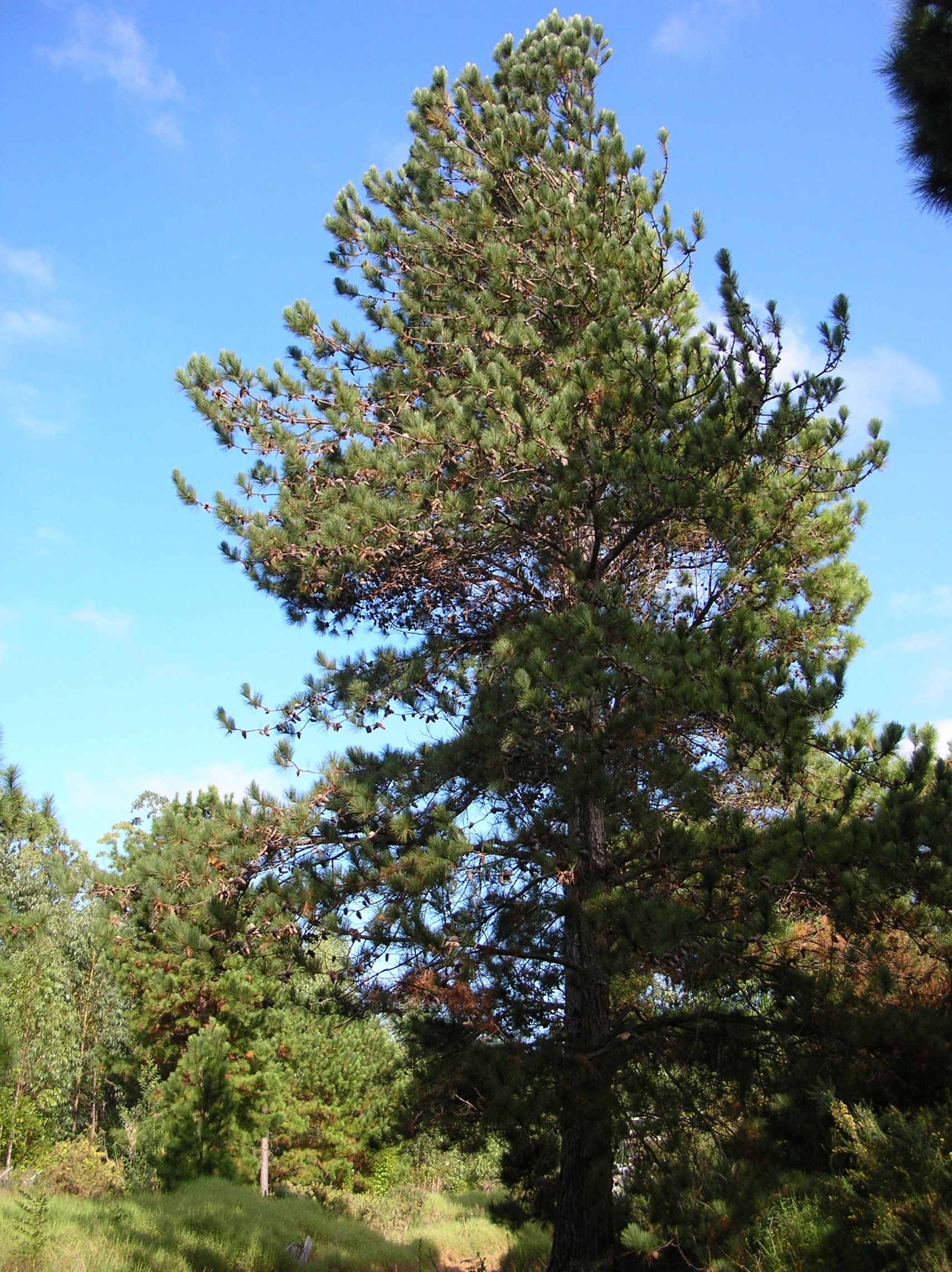
Яйцеплодная сосна (Pinus oocarpa)
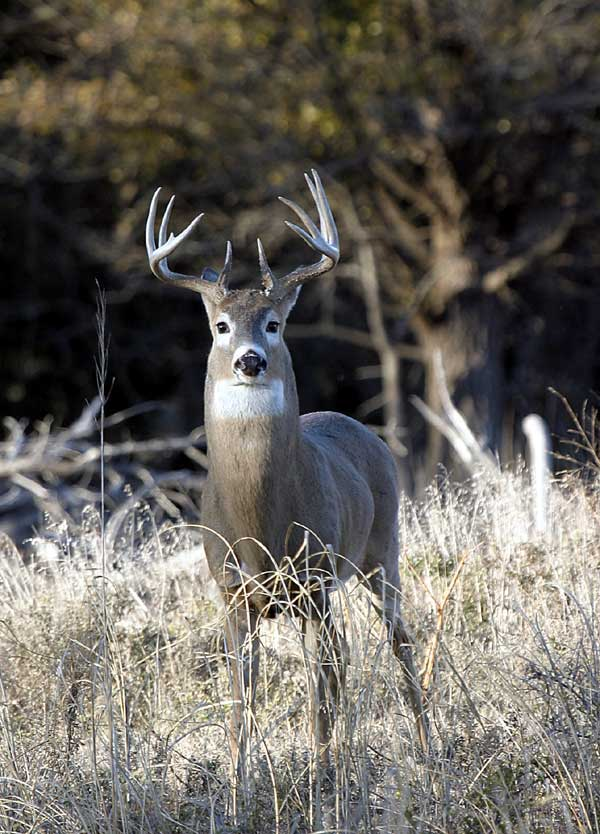
Белохвостый олень
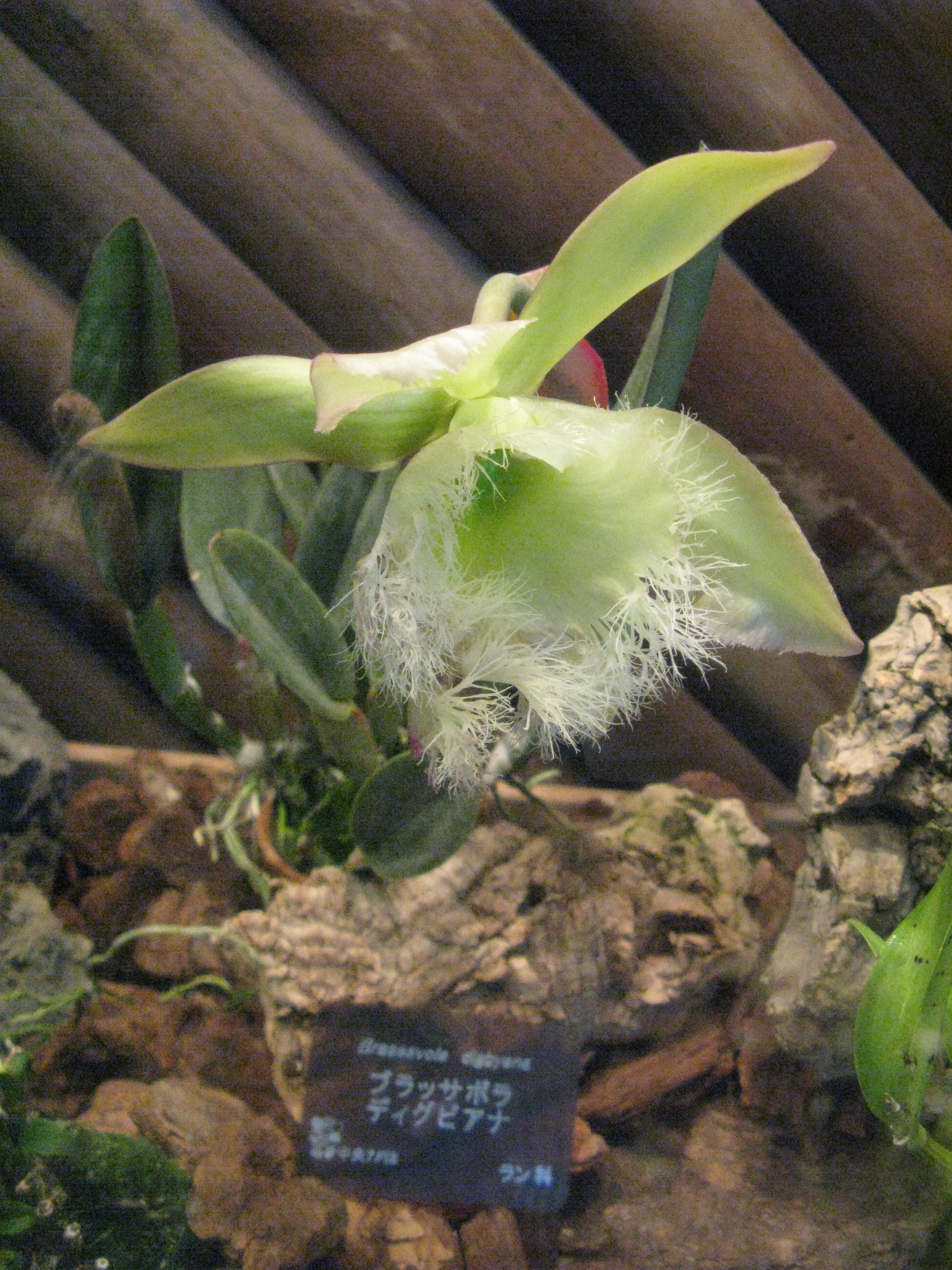
Орхидея Rhyncholaelia digbyana[исп.]

## Административно-территориальное деление

С 1971 года территория Гондураса делится на 18 департаментов и 1 центральный округ. Возглавляет каждый департамент губернатор, которому подчиняются главы муниципалитетов, которых всего 298. Они ведают делами 3731 населённого пункта и 27 969 деревень страны. Центральный федеральный округ, который образуют столица страны Тегусигальпа и её предместье Комаягуэла, расположенное на другом берегу реки, управляется особыми законами.

### Департаменты
| Номер на карте | Департамент       | Адм. центр          | Площадь, км² | Население, (2006) чел. | Плотность, чел./км² |
| -------------- | ----------------- | ------------------- | ------------ | ---------------------- | ------------------- |
| 1              | Атлантида         | Ла-Сейба            | 4253         | 400 787                | 94,24               |
| 2              | Чолутека          | Чолутека            | 4211         | 395 000                | 93,80               |
| 3              | Колон             | Трухильо            | 8875         | 230 000                | 25,92               |
| 4              | Комаягуа          | Комаягуа            | 5196         | 400 000                | 76,98               |
| 5              | Копан             | Санта-Роса-де-Копан | 3203         | 300 000                | 93,66               |
| 6              | Кортес            | Сан-Педро-Сула      | 3954         | 1 300 000              | 328,78              |
| 7              | Эль-Параисо       | Юскаран             | 7218         | 331 351                | 45,91               |
| 8              | Франсиско-Морасан | Тегусигальпа        | 7946         | 1 350 000              | 169,90              |
| 9              | Грасьяс-а-Дьос    | Пуэрто-Лемпира      | 16 630       | 60 000                 | 3,61                |
| 10             | Интибука          | Ла-Эсперанса        | 3072         | 180 000                | 58,59               |
| 11             | Ислас-де-ла-Баия  | Роатан              | 261          | 35 000                 | 134,10              |
| 12             | Ла-Пас            | Ла-Пас              | 2331         | 150 000                | 64,35               |
| 13             | Лемпира           | Грасьяс             | 4290         | 250 000                | 58,28               |
| 14             | Окотепеке         | Окотепеке           | 1680         | 102 176                | 60,82               |
| 15             | Оланчо            | Хутикальпа          | 24 351       | 450 000                | 18,48               |
| 16             | Санта-Барбара     | Санта-Барбара       | 5115         | 327 343                | 64,00               |
| 17             | Валье             | Накаоме             | 1565         | 141 811                | 90,61               |
| 18             | Йоро              | Йоро                | 7939         | 440 231                | 55,45               |
|                | Всего             |                     | 112 090      | 7 693 926              | 68,64               |

### Округ центральный
| Округ (внутри департамента Франсиско Морасан) | Центр        | Площадь, км² | Население, (2006) чел. | Плотность, чел./км² |
| --------------------------------------------- | ------------ | ------------ | ---------------------- | ------------------- |
| Центральный                                   | Тегусигальпа | 1648         | 850 227                | 515,91              |

## Крупнейшие города

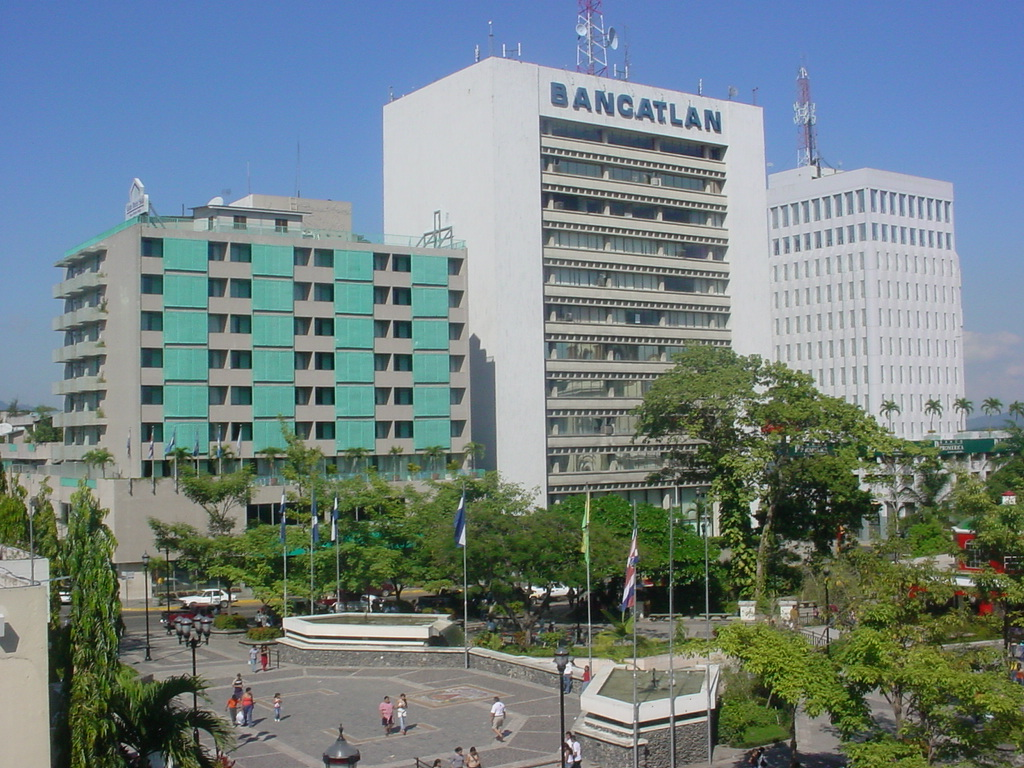
Сан-Педро-Сула

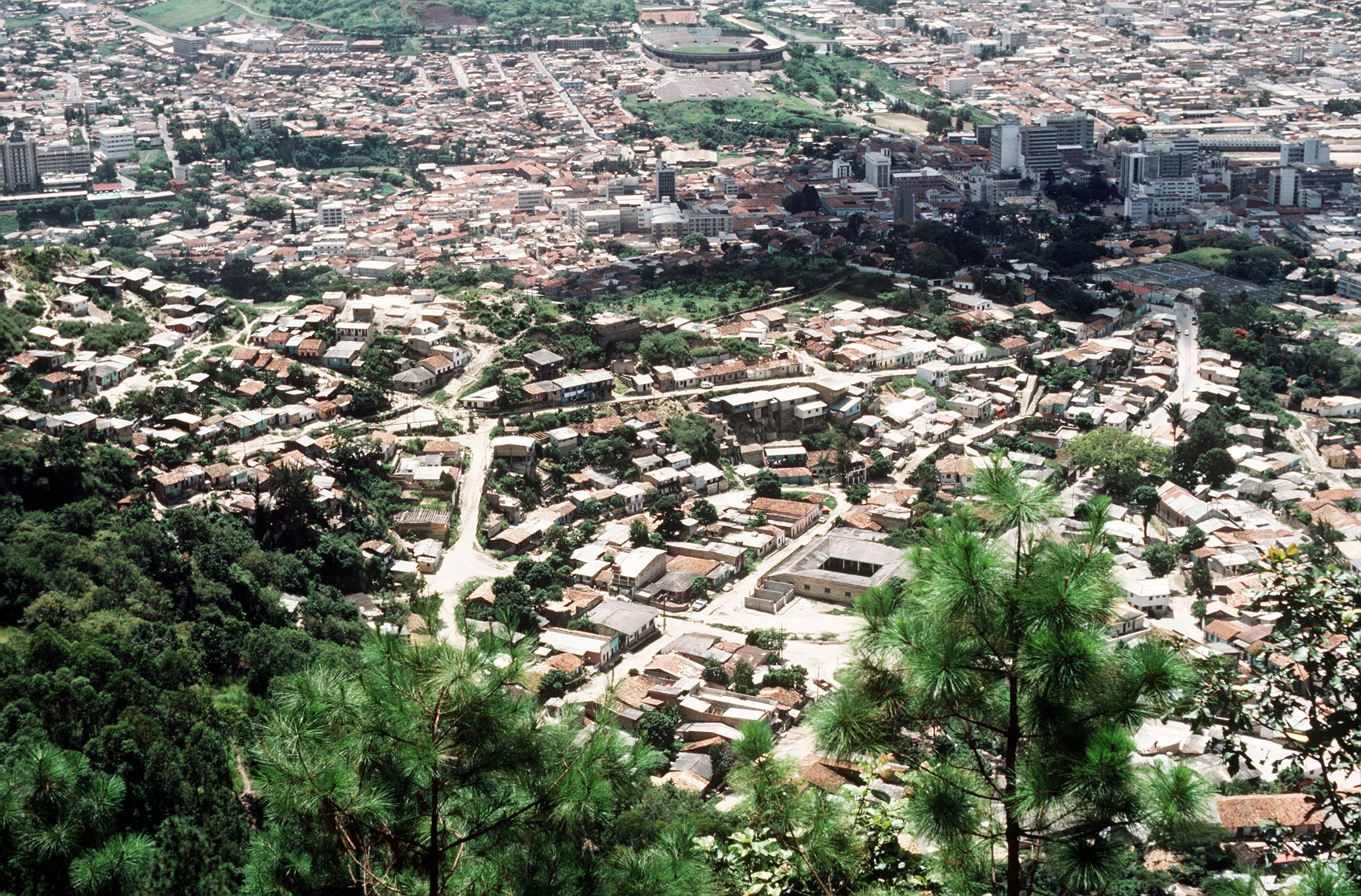
Тегусигальпа

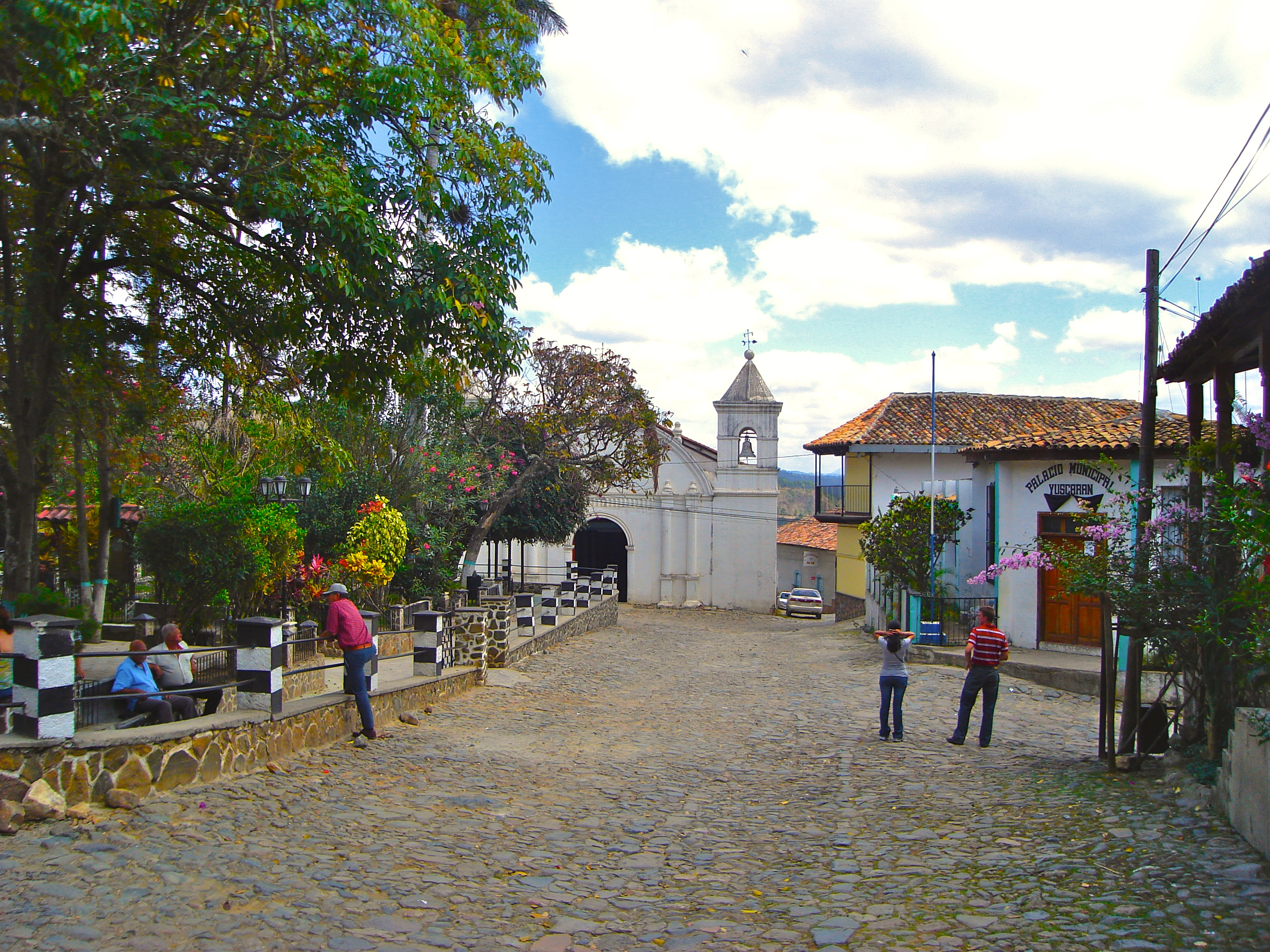
Юскаран

### Тегусигальпа
Столица Гондураса Тегусигальпа — самый крупный город в центральной части страны с населением 1 682 725 человек (включая пригород — Комаягуа) (2006).

### Сан-Педро-Сула
Второй по важности город страны — Сан-Педро-Сула (население: 491 тысяча человек). Этот город был основан Педро де Альварадо первоначально как Сан Педро Порт Кабалльос, 27 июня 1536 года. Город населяет приблизительно один миллион человек, и известен он как промышленная столица страны. С массовым возделыванием культуры бананов и строительством железной дороги у Сан-Педро-Сула наметился эффектный взлёт, приведший к интенсивному миграционному притоку из разных частей страны, Центральной Америки и даже Ближнего Востока. Теперь город обладает инфраструктурой целого современного города.

### Ла-Сейба
Третий город по важности в стране — Ла-Сейба. Этот город был основан 23 августа 1877 года и в настоящее время является главным городом департамента Атлантида. Как и Сан Педро Сула, Ла-Сейба обязан своим развитием банановым плантациям в конце XIX века. Теперь этот город — один из самых важных туристических центров страны.

### Пуэрто-Кортес
Другой из главных городов Гондураса — Пуэрто-Кортес. Этот порт, основанный на карибском побережье страны, имеет самое современное оборудование и считается одним из самых оснащённых в Центральной Америке. Из-за его географического расположения Пуэрто-Кортес превратился в один из самых безопасных портов в мире и получил сертификат безопасности от департамента Безопасности США.

### Комаягуа
Город Комаягуа находится в самом сердце страны, на высоте 1650 метров над уровнем моря. Город был основан капитаном Алонсо де Касерес в 1537 году. На протяжении десятилетий ему удалось сохранить черты колониальной архитектуры. Когда-то Комаягуа был столицей Гондураса, и это важная часть в истории страны. Город населяет более чем 60 тысяч человек, основными занятиями которых являются скотоводство и сельское хозяйство.

### Чолутека
Самый важный город южной части Гондураса — Чолутека. Это город, который также является и административным центром департамента Чолутека, был основан в 1522 году, однако статус города он приобрёл гораздо позднее — в 1845 году. Название города происходит от слова «чолутека», обозначающего национальность чоллолан. Население Чолутеки — более чем 100 тысяч жителей, которые посвящают себя сельскому хозяйству и торговле с соседней страной — Никарагуа.

### Эль-Прогресо
В административном ведомстве Йоро есть город Эль-Прогресо. Важность города проистекает из его стратегического расположения и коммерческого развития последних лет. Город использовался путешественниками, туристами и коммерсантами как связующая точка между самыми важными городами Гондураса. Экономика города основывается на сельском хозяйстве, скотоводстве, а также на производстве и торговле тканями.

### Юскаран
В 65 км от столицы Гондураса Тегусигальпы находится город Юскаран. Этот город был главным центром горной промышленности в XVIII—XIX веках, сначала — для испанской короны, а после обретения независимости — для американских горнодобывающих компаний. В 1979 году гондурасским правительством город был объявлен национальным памятником. На сегодняшний день сохранилось более 200 колониальных домов, отдавая дань историческому прошлому Юскарана. В Юскаране из сахарной свёклы производят алкогольный напиток агуардиенте или просто «гваро», в переводе — «горящая вода»..

## Население
| Этнорасовый состав Гондураса | Этнорасовый состав Гондураса | Этнорасовый состав Гондураса | Этнорасовый состав Гондураса | Этнорасовый состав Гондураса |
| Этнические группы            |                              |                              | проценты                     |                              |
| ---------------------------- | ---------------------------- | ---------------------------- | ---------------------------- | ---------------------------- |
| Метисы                       |                              |                              | 90 %                         |                              |
| Индейцы                      |                              |                              | 7 %                          |                              |
| Негры и мулаты               |                              |                              | 1,2 %                        |                              |
| Белые                        |                              |                              | 1 %                          |                              |
| Гарифуна                     |                              |                              | 0,8 %                        |                              |

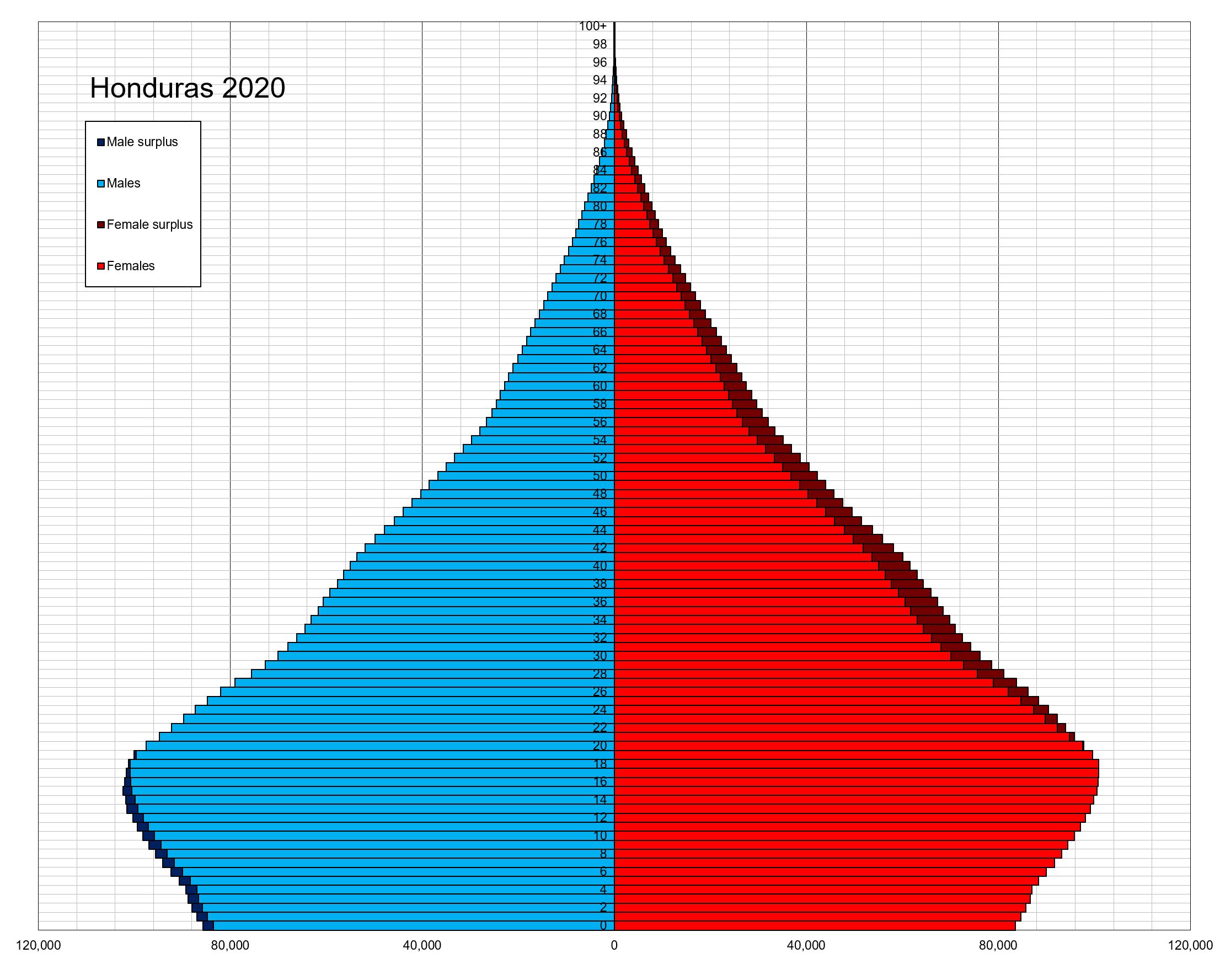
Возрастно-половая пирамида населения Гондураса на 2020 год

Динамика численности населения — 1,534 млн (1950); 7,4 млн (2007); 8,0 млн (оценка на июль 2010 года).
Ежегодный прирост — 1,9 % (фертильность — 3,2 рождения на женщину).
Средняя продолжительность жизни — 69 лет у мужчин, 72 года — у женщин.
Городское население — 48 %.
Заражённость ВИЧ — 0,7 % (оценка на 2007 год).
Языки — испанский (официальный), используются индейские языки.
Религиозный состав (2013) — 47 % католики, 41 % протестанты, прочих 3 %. Нерелигиозными объявили себя 8 % населения, не ответили на вопрос 1 %. С 1995 по 2013 год численность католиков упала на 30 % (с 77 до 47 %) — это (анти)рекорд среди всех стран Латинской Америки.
Грамотность — 80 % (по переписи 2001 года).

## Народное образование

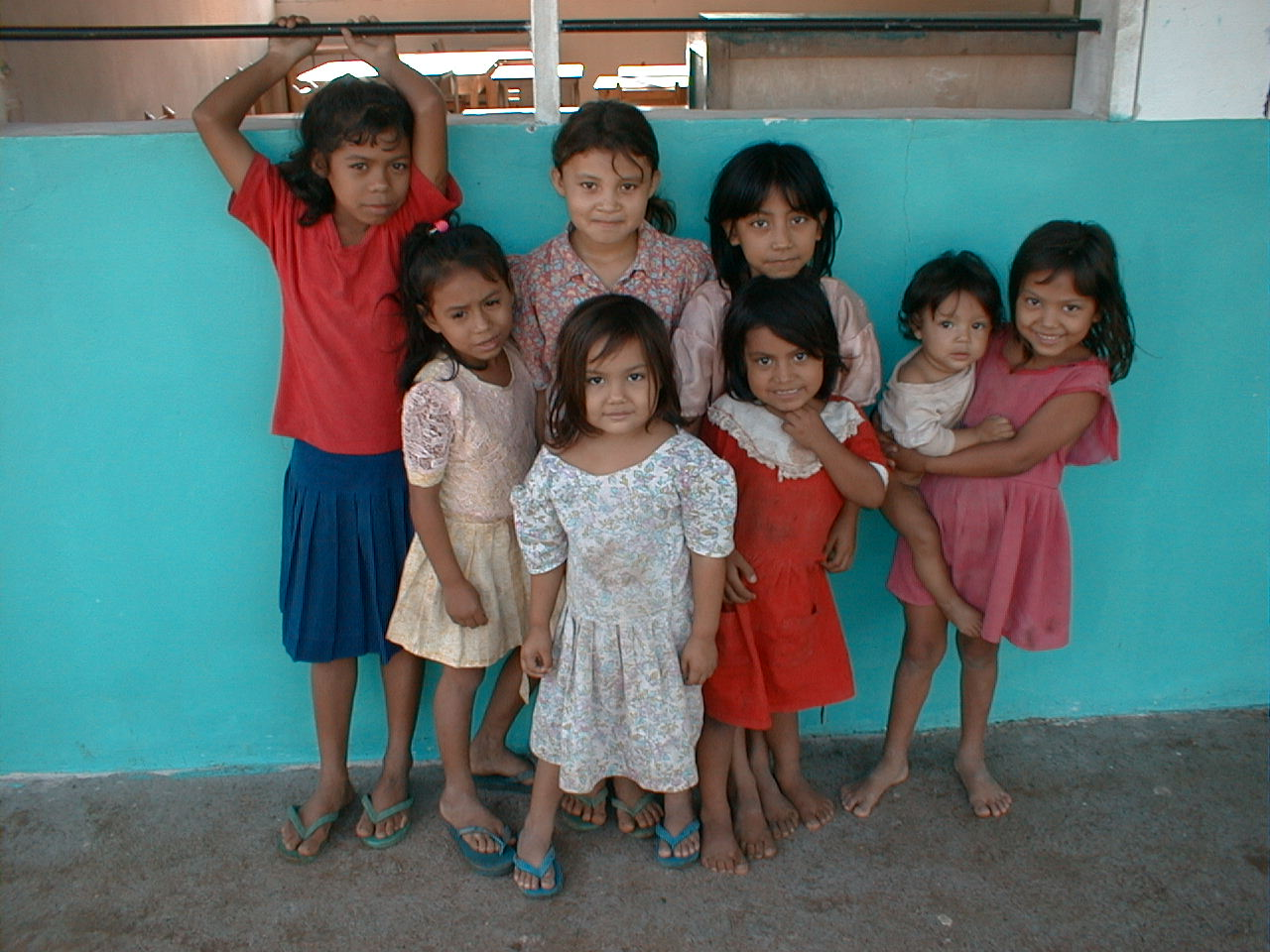
Ученицы школы Сан Рамона. Чолутека

Политическая нестабильность и отсутствие путей сообщения замедлили распространение образования, и по официальным данным 1995 года, ок. 27 % взрослого населения было неграмотно. Хотя введено бесплатное и обязательное обучение для детей в возрасте от 7 до 12 лет, многие из них вынуждены бросать школу, чтобы зарабатывать на жизнь. Посещение школы не является строго обязательным. В средних школах числится 31 % подростков соответствующей возрастной группы. Национальный автономный университет Гондураса в Тегусигальпе существует с 1847 года; численность студентов в 1996 году составляла ок. 40 000 человек. В Саморано открыта Панамериканская школа земледелия — высшее учебное заведение, готовящее специалистов в области тропического земледелия. В 1978 году в Тегусигальпе был открыт частный университет.

## Экономика
Гондурас — весьма слаборазвитая в экономическом плане страна Латинской Америки, экономика которой находится в зависимости от экономики США (крупнейшего торгового партнёра Гондураса), а также от колебаний мировых цен на основные экспортные товары (в первую очередь, на бананы и кофе, который составляет около 20 % всего экспорта страны). В 2009 году ВВП Гондураса оценивался в 33,1 млрд долларов (4200 долл. на душу населения — 142-е место в мире). В 2008 году 59 % населения находилось за официально установленной границей бедности. Уровень безработицы (в 2009 году) — 6 %.
В результате серии опустошительных ураганов и наводнений в 1998—2001 годах Гондурас понёс огромные материальные потери. В этой связи ряд государств-доноров в соответствии с решениями Консультативной группы по Центральной Америке стали оказывать Гондурасу регулярную экономическую помощь в размерах от 300 до 600 миллионов долларов в год — в 2006 году её объём оценивался в 490 миллионов долларов.
Основу экономики Гондураса составляют отрасли агропромышленной сферы, специализирующихся на производстве экспортных товаров: бананов, кофе, сахара, тропических фруктов, пальмового масла, табачных изделий, говядины и мороженных морепродуктов (преимущественно креветки), а также предприятий по их переработке. В них занято более половины всего экономически активного населения. Остальная часть работоспособного населения задействована на предприятиях по заготовке древесины, производству мебели, бытовой утвари, а также строительных материалов.
Традиционно в Гондурасе сосуществуют два типа экономики; один из них характерен для районов колониального заселения в пределах центрального нагорья, другой — для карибского побережья, где американские банановые компании создали собственные анклавы около экспортных плантаций. В районах земледелия плантации американских компаний используют самые современные методы производства, а для обслуживания плантаций и вывоза продукции построена сеть железных и шоссейных дорог. Нагорье страны остаётся изолированным и инертным в экономическом отношении. Основу экономики центральных горных районов составляет горнодобывающая промышленность и натуральное сельское хозяйство; большие поместья, которые существуют здесь с колониальной эпохи, специализируются преимущественно на скотоводстве.
Национальная валюта — гондурасская лемпира. Введена в обращение в 1931 году и названа в честь индейского вождя.
Минимальный размер оплаты труда в Гондурасе варьируется в зависимости от сектора и количества работников с 1 января 2020 года он составляет от 6762,70 лемпиры (275,37 $) до 12357,84 лемпиры (503,20 $). В Гондурасе с 1 января 2020 года зарплата менее 17123,50 лемпиры (697,26 $) в месяц не облагается подоходным налогом.

### Сельское хозяйство
В последние годы при поддержке государства (налоговые льготы, целевые кредиты, борьба с нелегальным завозом дешёвых пищевых товаров из соседних стран) более динамично стали развиваться отрасли сельского хозяйства, производящие товары преимущественно для внутреннего потребления, прежде всего рис, кукурузу, фасоль, овощи, гречку, а также мясо-молочные продукты. По состоянию на 2017 год Гондурас занимал шестое место в мире по объемам производства кофе.

### Промышленность
Имеются несколько предприятий, выпускающих концентраты свинца и цинка. Основу горно-обогатительной промышленности составляют в основном отделения иностранных корпораций по добыче серебряных, золотых и сурьмовых руд. На шельфе Карибского моря ведётся интенсивная разведка нефти. В последние два десятилетия на севере страны получили значительное развитие «свободные экономические зоны», где расположено свыше 80 фабрик и цехов по производству текстильных изделий, обуви, посуды, электротехнических товаров, широкого спектра товаров пищевкусовой промышленности.

### Внешняя торговля
Экспорт в 2017 году — 8,17 млрд долл.
Основные экспортные товары — кофе, креветки, омары, сигары, бананы, золото, пальмовое масло, фрукты и древесина.
Основные покупатели — США — 34,5 %, Германия — 8,9 %, Бельгия — 7,7 %, Сальвадор — 7,3 %, Нидерланды — 7,2 %, Гватемала — 5,2 %, Никарагуа — 4,8 %.
Импорт в 2017 году — 10,87 млрд долл.
Основные импортные товары — автомобили, различные транспортные средства, химическая продукция, топливо и продовольственные товары.
Основные поставщики — США — 40,3 %, Гватемала — 10,5 %, Китай — 8,5 %, Мексика — 6,2 %, Сальвадор — 5,7 %, Панама — 4,4 %, Коста-Рика — 4,2 %.

## Вооружённые силы
Вооружённые силы Гондураса комплектуются по призыву. Срок службы в армии составляет 2 года (24 месяца). Военный бюджет 99 410 тысяч долларов (2005). Регулярные вооружённые силы страны составляют 8300 человек, резерв — 60 000 человек. Военизированные формирования (силы национальной безопасности) — 6000 человек. Мобилизационные ресурсы — 1,59 млн человек, в том числе годных к военной службе — 869 тысяч человек.

## СМИ
Государственная телекомпания — TNH, включает в себя одноимённый телеканал, государственная радиокомпания — Radio Nacional de Honduras, включает в себя одноимённый радиоканал.

## Преступность
В Гондурасе активно действуют мексиканские наркокартели, борющиеся за контроль над транзитом кокаина из Колумбии в США.

## Достопримечательности
Главной достопримечательностью Гондураса являются руины каменных сооружений цивилизации майя. В Копане, одном из самых древних городов страны, сохранились остатки пирамид, церемониальные храмы, стелы. В столице находится Национальный музей с уникальной экспозицией археологических находок.